# Iriri (rivier)
De Iriri (Portugees: Rio Iriri) is een Braziliaanse rivier die door de staat Pará stroomt en uitmondt in de Xingu. De Iriri is 1300 km lang en is daarmee de 116ste langste rivier ter wereld en de 15de langste rivier in het Amazonebekken.